# حاجی‌لر (لاچین)
حاجی‌لر (ترکی آذربایجانی: Hacılar) یک منطقهٔ مسکونی در جمهوری آرتساخ است که در استان کاشاتاق واقع شده‌است.